# Otto Berend von Möller

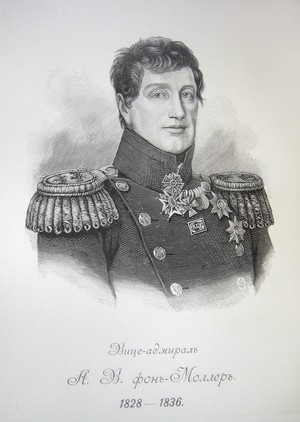
Anton Wassiljewitsch von Moller

Otto Berend von Möller (russisch Антон Васильевич Моллер Anton Wassiljewitsch Moller; * 28. Januarjul. / 8. Februar 1764greg. in Mustel; † 23. Septemberjul. / 5. Oktober 1848greg. in St. Petersburg), russischer Admiral und Marineminister.

## Leben

### Familie
Otto Berend war Angehöriger des baltischen, genauer oeselschen, Adelsgeschlecht von Möller a.d.H. Mustel. Seine Eltern waren Wilhelm von Möller (1732–1781) und Margaretha Elisabeth von Engelhardt (1729–1812).
Er vermählte sich 1806 mit Juliana Elisabeth von Nolcken (1789–1879). Aus der Ehe gingen 11 Kinder hervor. Darunter:
- Elisabeth (1807–1877), ⚭ 1823 Nikolai Murajew (1775–1845), russischer Gouverneur und Senator
- Paul (1808–1897), russischer Vizeadmiral
- Otto (1812–1874), russischer Maler
- Emilie (1819–1880), ⚭ 1839 Gottlieb von Glasenapp (1811–1892), russischer Admiral und Staatsmann
- Eduard (1820–1879), russischer Generalleutnant

### Werdegang
Möller begann seine Laufbahn 1775 als Kadett. Von 1779 bis 1780 war er als Gardemarin Volontär auf der britischen Flotte. Seit 1780 war russischer Offizier und diente von 1781 bis 1782 im Mittelmeer, von 1783 bis 1792 auf der Kaspischen Flottille sowie von 1795 bis 1798 in der Nordsee. Er avancierte 1799 zum Kapitän II. Ranges und 1803 zum Kapitän I. Ranges. In den Jahren 1803 bis 1809 war er Leiter der Verwaltung des Kriegshafens Reval. Er war 1808 zum Kapitän-Kommodore und 1809 zum Konteradmiral aufgestiegen. Von 1810 bis 1813 Hafendirektor in Kronstadt und Direktor der Steuermannschule. Während der Kämpfe in Kurland 1812 war Möller Kommandant der Ruderflottille auf der Düna und der Aa. In den Jahren 1814 bis 1821 war er Chef über den Hafenausbaus in Reval. Er führte 1817 ein von Spanien gekauftes Geschwader nach Cádiz und wurde ebd. mit dem Großkreuz des Ordens Karls III. geehrt. Von 1821 bis 1828 war er Chef des Marinestabes und Dirigent des Marineministeriums, 1822 zudem Mitglied des Ministerkomitees und des Reichsrats. Möller erhielt seine Beförderung zum Vizeadmiral im Jahr 1823 und den St.-Alexander-Newski-Orden im Dezember des Folgejahres. Möller war von 1828 bis 1836 Marineminister und avancierte 1829 zum Admiral.
Im Gouvernement St. Petersburg hatte Möller Gutsbesitz zu Wruda und Zabickij/Shabitzy.

### Weitere Orden
- St.-Anna-Orden II. Klasse (1799); Diamanten (1808); I. Klasse (1812); Diamanten (1816)
- St. Georgs-Orden IV. Klasse (1802)
- St.-Wladimir-Orden II. Grades (1818); I. Klasse (1826)
- St.-Andreas-Orden[3]